# Hoplopleura sahyadri
Hoplopleura sahyadri är en insektsart som beskrevs av Gaurav K. Mishra 1981. Hoplopleura sahyadri ingår i släktet Hoplopleura och familjen gnagarlöss. Inga underarter finns listade i Catalogue of Life.